# Guy Lewis
Guy Vernon Lewis II (Arp, Texas, 19 de març de 1922-Houston, Texas, 26 de novembre de 2015) va ser un entrenador de bàsquet estatunidenc que va dirigir durant 30 anys a la Universitat de Houston.
Va ser inclòs en el National Collegiate Basketball Hall of Fame en 2007 i en el Basketball Hall of Fame en 2013.

## Trajectòria
- Universitat de Houston (1953-1956), (Ajudant)
- Universitat de Houston (1956-1986)